# Tomislav Barišić
Tomislav Barišić (Posušje, 6 marzo 1993) è un ex calciatore bosniaco, di ruolo difensore.
Conta 49 presenze nella prima divisione bosniaca, 8 presenze nella prima divisione croata e 8 presenze nella prima divisione slovena.

## Carriera

### Club
Cresciuto nella Dinamo Zagabria e nell'NK Zagabria, per la stagione 2012-2013 viene aggregato nella rosa della prima squadra, militante nella massima serie croata. In panchina nella prima giornata del campionato, debutta nel turno successivo perso in trasferta per 1-0 contro l'Osijek. Tra la quarta e la settima giornata gioca da titolare, perdendo gradualmente posizione collezionando 8 presenze in tutto fino a quando, il 5 febbraio 2013, passa in prestito al Rudeš, squadra della seconda serie con cui chiude la stagione giocando altri 7 incontri. Rientrato per fine prestito all'NK Zagabria, nella stagione 2013-2014 gioca 10 incontri in campionato di cui 8 da titolare.
Il 29 agosto 2014 si trasferisce al Velez Mostar, con cui gioca 17 partite nel campionato di massima serie montenegrino. Nella stagione 2015-2016 gioca la prima parte sempre in Montenegro con ulteriori 10 presenze, quindi il 12 febbraio 2016 torna al Rudeš, con cui termina la stagione collezionando 10 presenze e segnando il primo gol in carriera. Nella stagione successiva, dopo 9 presenze nella seconda serie, il 10 febbraio 2017 passa al Celje, squadra della massima serie slovena, con cui gioca 8 partite e tutte da titolare.
Il 18 agosto 2017 passa al Lucko, con cui disputa 28 incontri nel campionato di secondo livello croato.
Nella stagione 2018-2019 fa ritorno alla Dinamo Zagabria, che lo impiega nella squadra riserve che milita nella seconda serie del campionato croato.
Nella stagione 2019-2020 passa ai bosniaci dello Zrinjski Mostar con cui gioca 7 partite del campionato di massima serie, 2 partite in coppa nazionale e debutta nelle competizioni internazionali per club giocando, per tutti i 90 minuti, la partita di qualificazione alla fase finale di UEFA Europa League contro i macedoni del nord del Brera vinta per 3-0.
Il 5 febbraio 2021 viene tesserato dai bosniaci del Posušje di cui è titolare e disputa 14 partite del campionato di seconda serie; ottenuta la promozione, l'anno successivo mantiene la titolarità anche nel campionato di massima serie e, dopo 15 presenze, salta l'intero girone di ritorno per la rottura parziale di un legamento crociato.
Chiude la carriera nella stagione 2022-2023 giocando 9 partite con il Krško nella seconda serie slovena.

### Nazionale
Ha esordito con la nazionale bosniaca Under-21 nel 2012.